# Notocrambus
Notocrambus és un gènere d'arnes de la família Crambidae.

## Taxonomia
- Notocrambus cuprealis (Hampson, 1907)
- Notocrambus holomelas Turner, 1922